# Skovfladbælg
Skovfladbælg (Lathyrus sylvestris), ofte skrevet skov-fladbælg, er en 50-200 cm lang, klatrende urt, der vokser i skovkanter og på skrænter. Planten er svagt giftig.

## Beskrivelse
Skovfladbælg er en klatrende flerårig urt med bredvingede stængler. Stænglerne er forgrenede, firkantede, rillede og ligesom bladene helt hårløse. Bladene er spredtstillede og ligefinnede med brede, vingede stilke. Hvert blad har kun to småblade, der er lancetformede til linjeformede med langt tilløbende spids. Bladranden er hel eller svagt takket. Fodfligene er smalle.
Blomstringen sker i juli-august, hvor man kan finde blomsterne sidde 4-8 sammen i små klaser fra bladhjørnerne. De enkelte blomster er bygget som typiske ærteblomster, hvor fanen er lyserød, mens vingerne er rødviolette og kølen er lysegrøn. Frugterne er bælge, som føles ru på grund af små knuder i huden. De rummer hver 6-14 frø.
Planten har op til 15 m lange, krybende og forgrenede underjordiske udløbere. Rodnettet er dybtgående og baseret på en kraftig pælerod.
Stænglerne er ofte 1-2 m lange og med vingerne er de næsten 1 cm brede.

## Voksested
Planten er knyttet til lysåbne steder med krat eller skovbryn, hvor jorden er veldrænet og gerne kalkholdig med et højt indhold af kalium. Ved hjælp af sin symbiose med kvælstofbindende bakterier er den selvforsynende og kan tilmed bidrage til gødskning af naboplanterne.
I Danmark er den almindelig på Øerne og i Nord- og Østjylland. Den er sjælden i Vest- og Sønderjylland. Den forekommer i skovkanter, hegn og på skrænter
I fyrreskoven nord for Byerum Strandbad på Öland findes arten sammen med bl.a. blåbær, ene, alm. engelsød, alm. kohvede, alm. kongepen, sandskæg, bredbladet mangeløv, gul rundbælg, gul snerre, hedelyng, håret høgeurt, nikkende flitteraks, nikkende kobjælde, rød kornel, rød svingel, sandstar, skovfyr, skovjordbær, smalbladet timian, strandfladbælg og sød astragel.

## Anvendelse
Hvis man ønsker at bruge den i en naturnær have f.eks. i yderkanten af et buskads, er det lettest at etablere den ved frøudsæd. Frøene kan dog ligge en sommer over, så de først spirer det følgende forår.
| Portal | Portal:Botanik |

## Note
1. ↑  Jens Christian Schou: Byerums sandfält